# NACRA Championship 2011
NACRA Championship 2011 – turniej z cyklu NACRA Championship, międzynarodowe zawody rugby union organizowane przez NACRA dla rozwijających się zespołów ze strefy NACRA, które odbyły się w dniach 9 kwietnia–22 czerwca 2011 roku.

## Informacje ogólne
Osiem drużyn rozpoczęło zawody od pierwszej rundy, w której rywalizowały systemem pucharowym podzielone geograficznie na dwie grupy. Ich zwycięzcy awansowali do drugiej fazy, gdzie dołączyli do czterech rozstawionych zespołów. W tej fazie rozgrywki toczyły się systemem kołowym w ramach dwóch trzyzespołowych grup, ponownie podzielonych według klucza geograficznego. Zwycięzcy obu grup awansowali do finału turnieju, mecz zaś odbył się na boisku zespołu wyżej rozstawionego.
Przy ustalaniu rankingu po fazie grupowej w przypadku tej samej liczby punktów lokaty zespołów były ustalane kolejno na podstawie:
- wyniku meczu pomiędzy zainteresowanymi drużynami;
- lepszego bilansu punktów zdobytych i straconych;
- lepszego bilansu przyłożeń zdobytych i straconych;
- większej ilości zdobytych punktów;
- większej ilości zdobytych przyłożeń;
- rzutu monetą.

W tym turnieju reprezentacja Brytyjskich Wysp Dziewiczych zaliczyła swój międzynarodowy debiut.
W finale rozgrywek triumfowali zawodnicy z Bermudów.

## Runda wstępna

### Grupa północna
|  |                  |           |          |              |    |        |        |       |
|  | Półfinał         | Półfinał  | Półfinał |              |    | Finał  | Finał  | Finał |
|  | Półfinał         | Półfinał  | Półfinał |              |    | Finał  | Finał  | Finał |
|  | 9 kwietnia 2011  |           |          |              |    |        |        |       |
|  |                  |           |          |              |    |        |        |       |
|  | Meksyk           | Meksyk    | 25       |              |    |        |        |       |
|  | Meksyk           | Meksyk    | 25       | 15 maja 2011 |    |        |        |       |
|  | USA South        | USA South | 9        |              |    |        |        |       |
|  | USA South        | USA South | 9        |              |    | Meksyk | Meksyk | 34    |
|  | 16 kwietnia 2011 |           |          |              |    | Meksyk | Meksyk | 34    |
|  |                  |           | Kajmany  | Kajmany      | 20 |        |        |       |
|  | Kajmany          | Kajmany   | Kajmany  | Kajmany      | 20 | 36     |        |       |
|  | Kajmany          | Kajmany   |          |              |    |        |        |       |
|  | Jamajka          | Jamajka   | 24       |              |    |        |        |       |
|  | Jamajka          | Jamajka   | 24       |              |    |        |        |       |

| 9 kwietnia 2011 | Meksyk | 25:9 | USA South | IPN Zacatenco, Meksyk Sędzia: Bryan Arciero |
| 9 kwietnia 2011 |        | 25:9 |           | IPN Zacatenco, Meksyk Sędzia: Bryan Arciero |

| 16 kwietnia 2011 | Kajmany | 36:24 | Jamajka | South Sound, George Town Sędzia: Pablo Septien |
| 16 kwietnia 2011 |         | 36:24 |         | South Sound, George Town Sędzia: Pablo Septien |

| 15 maja 2011 | Meksyk | 34:20 | Kajmany | IPN Zacatenco, Meksyk Sędzia: Gareth Morgan |
| 15 maja 2011 |        | 34:20 |         | IPN Zacatenco, Meksyk Sędzia: Gareth Morgan |

### Grupa południowa
|  |                            |                            |          |                  |    |                            |                            |       |
|  | Półfinał                   | Półfinał                   | Półfinał |                  |    | Finał                      | Finał                      | Finał |
|  | Półfinał                   | Półfinał                   | Półfinał |                  |    | Finał                      | Finał                      | Finał |
|  | 9 kwietnia 2011            |                            |          |                  |    |                            |                            |       |
|  |                            |                            |          |                  |    |                            |                            |       |
|  | Saint Vincent i Grenadyny  | Saint Vincent i Grenadyny  | 13       |                  |    |                            |                            |       |
|  | Saint Vincent i Grenadyny  | Saint Vincent i Grenadyny  | 13       | 30 kwietnia 2011 |    |                            |                            |       |
|  | Brytyjskie Wyspy Dziewicze | Brytyjskie Wyspy Dziewicze | 25       |                  |    |                            |                            |       |
|  | Brytyjskie Wyspy Dziewicze | Brytyjskie Wyspy Dziewicze | 25       |                  |    | Brytyjskie Wyspy Dziewicze | Brytyjskie Wyspy Dziewicze | 13    |
|  | 16 kwietnia 2011           |                            |          |                  |    | Brytyjskie Wyspy Dziewicze | Brytyjskie Wyspy Dziewicze | 13    |
|  |                            |                            | Barbados | Barbados         | 19 |                            |                            |       |
|  | Barbados                   | Barbados                   | Barbados | Barbados         | 19 | 31                         |                            |       |
|  | Barbados                   | Barbados                   |          |                  |    |                            |                            |       |
|  | Saint Lucia                | Saint Lucia                | 12       |                  |    |                            |                            |       |
|  | Saint Lucia                | Saint Lucia                | 12       |                  |    |                            |                            |       |

| 9 kwietnia 2011 | Saint Vincent i Grenadyny | 13:25 | Brytyjskie Wyspy Dziewicze | Arnos Vale Stadium, Kingstown Sędzia: George Nicholson |
| 9 kwietnia 2011 |                           | 13:25 |                            | Arnos Vale Stadium, Kingstown Sędzia: George Nicholson |

| 16 kwietnia 2011 | Barbados | 31:12 | Saint Lucia | Garrison Savannah, Bridgetown Sędzia: Mike Kennedy |
| 16 kwietnia 2011 |          | 31:12 |             | Garrison Savannah, Bridgetown Sędzia: Mike Kennedy |

| 30 kwietnia 2011 | Brytyjskie Wyspy Dziewicze | 13:19 | Barbados | A.O. Shirley Recreation Ground, Road Town Sędzia: Alasdair Robertson |
| 30 kwietnia 2011 |                            | 13:19 |          | A.O. Shirley Recreation Ground, Road Town Sędzia: Alasdair Robertson |

## Runda zasadnicza

### Grupa północna
| 30 kwietnia 2011 | Bermudy | 13:10 | Bahamy | National Sports Center, Hamilton Sędzia: Joyce Henry |
| 30 kwietnia 2011 |         | 13:10 |        | National Sports Center, Hamilton Sędzia: Joyce Henry |

| 28 maja 2011 | Bahamy | 17:12 | Meksyk | Winton Rugby Center, Nassau Sędzia: Keith Hodkins |
| 28 maja 2011 |        | 17:12 |        | Winton Rugby Center, Nassau Sędzia: Keith Hodkins |

| 5 czerwca 2011 | Meksyk | 7:26 | Bermudy | IPN Zacatenco, Meksyk Sędzia: David Ardey |
| 5 czerwca 2011 |        | 7:26 |         | IPN Zacatenco, Meksyk Sędzia: David Ardey |

### Grupa południowa
| 21 maja 2011 | Barbados | 10:17 | Trynidad i Tobago | Garrison Savannah, Bridgetown Sędzia: Alwin Etwah |
| 21 maja 2011 |          | 10:17 |                   | Garrison Savannah, Bridgetown Sędzia: Alwin Etwah |

| 28 maja 2011 | Trynidad i Tobago | 20:22 | Gujana | St. Mary's College Sports Grounds, Port-of-Spain Sędzia: George Nicholson |
| 28 maja 2011 |                   | 20:22 |        | St. Mary's College Sports Grounds, Port-of-Spain Sędzia: George Nicholson |

| 11 czerwca 2011 | Gujana | 20:7 | Barbados | Providence Stadium, Providence Sędzia: Keith Hodgkins |
| 11 czerwca 2011 |        | 20:7 |          | Providence Stadium, Providence Sędzia: Keith Hodgkins |

## Finał
| 22 czerwca 2011 | Gujana | 0:11 | Bermudy | Providence Stadium, Providence Sędzia: George Nicholson |
| 22 czerwca 2011 |        | 0:11 |         | Providence Stadium, Providence Sędzia: George Nicholson |